# 阿比舒
阿比舒（约公元前1711年—约公元前1684年在位）（英語：Abi-Eshuh）巴比伦第一王朝国王，汉穆拉比之孙。继承萨姆苏·伊路那之位，其父曾经受加喜特人威胁，尽管在战争中获得胜利，但仍然丧失了巴比伦对幼发拉底河中部地区的管理权。为收复失地，阿比舒曾企图拦截底格里斯河，将造反头目伊鲁马·伊鲁姆从低地驱逐到南部，却以失败告终。